# Franco Nembrini
Francesco Nembrini, detto Franco (Trescore Balneario, 15 agosto 1955), è un insegnante, saggista e pedagogista italiano.

## Biografia
Franco Nembrini nasce a Trescore Balneario, un comune in provincia di Bergamo, il 15 agosto del 1955, quarto di dieci fratelli. A 16 anni, nonostante una grande passione per la letteratura già presente da anni, è costretto a lasciare il liceo per esigenze familiari: conseguirà il diploma di maturità magistrale due anni dopo da privatista. Nel 1982 si laurea in pedagogia all'Università Cattolica del Sacro Cuore di Milano. Inizia dunque a insegnare italiano e religione in alcuni istituti statali.
Nel 1984, dopo le richieste di alcuni genitori, fonda insieme ad alcuni amici a Calcinate il centro scolastico La Traccia. I primi anni l'istituto aveva 
una media, oggi comprende una scuola primaria e una media, un liceo artistico, uno scientifico e uno linguistico: Nembrini resterà rettore della scuola fino al 2015, quando abbandonerà il suo ruolo per i tanti impegni e alcuni problemi di salute. Nel 1999 diventa inoltre presidente della Fondazione delle Opere Educative, l'associazione di scuole paritarie legate alla Compagnia delle Opere; partecipa inoltre al Consiglio nazionale della scuola cattolica e alla Consulta di pastorale scolastica della CEI e alla Commissione per la parità scolastica del Ministero dell’Istruzione.
Nel 2011 pubblica il suo primo libro sull'educazione, Di padre in figlio; nello stesso anno inizia una pubblicazione in tre volumi di un commento alla Divina Commedia, chiamato Dante, poeta del desiderio. In seguito all'uscita di questi libri, inizia una serie di incontri, sia in Italia che all'estero, con a tema proprio l'educazione e Dante: viene invitato ad incontri organizzati dal Centro Culturale di Milano o dal Meeting di Rimini. Nel 2012 fonda una piccola casa editrice, chiamata Centocanti, con la quale pubblica libri su Dante, su Miguel Mañara e Pinocchio. Molte delle sue opere verranno tradotte in altre lingue, tra cui inglese, spagnolo, francese, tedesco e russo.
Sempre con la Centocanti pubblica inoltre El Dante, un cofanetto DVD contenente quattro suoi incontri su Dante (uno per ogni cantica della Commedia e uno per la Vita Nova). A seguito di ciò, viene invitato da TV2000 a realizzare un ciclo di incontri dedicati proprio a Dante, in particolare riguardo all'influenza e all'utilità che ancora oggi possono avere le sue opere: al programma, composto da 34 puntate di circa un'ora l'una in onda dal 2015, si aggiungono svariate altre interviste e interventi nel palinsesto dell'emittente. Sempre per TV2000 realizza nel 2016 anche un ulteriore ciclo di 10 puntate dedicato a un commento di Pinocchio, da cui pubblica anche un libro.
Nei commenti ai libri e nei propri interventi, Nembrini, in maniera simile a Roberto Benigni, fa risaltare la contemporaneità di autori come Dante e Collodi: il lettore odierno può ritrovarsi nel viaggio di Dante o nelle avventure di Pinocchio, che possono diventare utili a tutti nella propria quotidianità, e non per forza devono essere circoscritti all'interno della scuola. Lo stesso Nembrini si è dimostrato a volte critico verso alcuni professori, ritenendo che questi considerassero le opere letterarie della letteratura "morte" e non le insegnassero ai propri studenti con sufficiente interesse.
Nel 2015 conosce, ad uno dei suoi incontri su Dante a Roma, l'illustratore Gabriele dell'Otto: i due intraprenderanno un'amicizia e una collaborazione, che li porterà a pubblicare presso Mondadori una nuova edizione della Divina Commedia, questa volta completa di tutti i canti. Nel 2018 è uscito il primo dei tre volumi, Inferno, nel quale Nembrini cura il commento e Dell'Otto le illustrazioni di ogni canto, a cui si aggiunge anche una lunga prefazione di Alessandro d'Avenia; due anni dopo, sempre a opera dei tre, è stata pubblicata analogamente un'edizione del Purgatorio. Nel 2021 in occasione del 700º anniversario dantesco è uscito il terzo volume Paradiso a conclusione del progetto editoriale.
Proseguendo le ricerche di Charles Singleton, identificò nella Divina Commedia una numerologia fatta di schemi a croce al cui centro di trova la Cantica XVII del Purgatorio e in cui la somma dei versi è sempre pari a 33 o 9.
Nel 2022 Nembrini ha ricevuto il 40º Premio Internazionale di Cultura Cattolica a Bassano del Grappa.

## Premi e riconoscimenti
- Premio internazionale medaglia d'oro al merito della cultura cattolica, 2022

## Opere

### Libri
- Di padre in figlio. Conversazioni sul rischio di educare, ARES, 2011, ISBN 9788881555390.
- Dante, poeta del desiderio. Inferno, Itaca 2011, ISBN 9788852602795.
- Dante, poeta del desiderio. Purgatorio, Itaca 2012, ISBN 9788852603174.
- Dante, poeta del desiderio. Paradiso, Itaca 2013, ISBN 9788852603303.
- Miguel Mañara commentato da Franco Nembrini , Centocanti, 2014, ISBN 9788894042405.
- Dante. Beatrice, i lupi e le stelle , Piccola Casa Editrice, 2015, ISBN 9788899103217.
- Dante e il lavoro , Centocanti, 2017, ISBN 9788894042429.
- In cammino con Dante , Garzanti, 2017, ISBN 9788811672524.
- L'avventura di Pinocchio , Centocanti, 2017, ISBN 9788894042412.
- Inferno. Commento di Franco Nembrini, illustrazioni di Gabriele dell'Otto, prefazione di Alessandro d'Avenia , Mondadori, 2018, ISBN 9788804703013 .
- Purgatorio. Commento di Franco Nembrini, illustrazioni di Gabriele dell'Otto, prefazione di Alessandro d'Avenia, Mondadori, 2020, ISBN 9788804709671
- Le avventure di Pinocchio. Commento di Franco Nembrini, illustrazioni di Gabriele dell'Otto, Centocanti, 2020, ISBN 9788894042443
- Paradiso. Commento di Franco Nembrini, illustrazioni di Gabriele dell'Otto, prefazione di Alessandro d'Avenia, Mondadori, 2021, ISBN 9788804722601

### DVD
- El Dante (Vita Nova, Inferno, Purgatorio, Paradiso, CD audio), Centocanti, 2015.
- Dante e il lavoro (DVD), Centocanti, 2017, ISBN 9788894042429.

### Programmi televisivi
- Nel mezzo del cammin, 34 puntate, TV2000, 2015-2016.
- L'avventura di Pinocchio, 10 puntate, TV2000, 2016.